# Тамбичозеро
Та́мбичозеро — посёлок в составе Пяльмского сельского поселения Пудожского района Республики Карелия.

## Общие сведения
Расположен на северо-западном берегу озера Нижнее Тамбичозеро.

## Население
| 2002 | 2009 | 2010 | 2013 |
| ---- | ---- | ---- | ---- |
| 154  | ↘86  | ↘41  | ↘35  |

## Улицы
- ул. Гагарина
- ул. Лесная
- ул. Нижняя
- ул. Центральная
- ул. Школьная